# Кунижев, Мухамед Асламбекович
Мухамед Асламбекович Кунижев (15 марта 1973, Карачаево-Черкесская автономная область, Ставропольский край — 15 июля 2014, Карачаево-Черкесская Республика) — российский самбист и дзюдоист, чемпион России и мира по самбо, мастер спорта России международного класса. Выпускник Московского открытого социального университета. Депутат Парламента Карачаево-Черкесии. По национальности абазин.

## Биография
Тренировался у В. Пчелкина. Был директором автотранспортного предприятия в Черкесске. В марте 2009 года выдвинул свою кандидатуру в Парламент КЧР по одномандатному округу и выиграл выборы. Вошёл в состав Парламента КЧР IV созыва. Был членом комитета по экономической политике, бюджету, финансам, налогам и предпринимательству. Отделением партии «Единая Россия» был выдвинут кандидатом в Парламент КЧР V созыва, выборы в который были назначены на 14 сентября 2014 года.

### Гибель
Был убит несколькими выстрелами 15 июля 2014 года в ауле Псыж на местном стадионе где играл в футбол. В убийстве были заподозрены два местных жителя, предположительно совершившие преступление на почве конфликта, связанного с земельными отношениями. Кунижев скончался на месте. Был похоронен на следующий день в том же ауле.

## Спортивные результаты
- Первенство СССР по самбо 1990 года (Пенза) — ;
- Первенство России по самбо 1992 года (Майкоп) — ;
- Первенство СНГ по самбо 1992 года (Владимир) — ;
- Первенство Европы по самбо среди молодёжи 1992 года (Калининград) — ;
- Первенство России по самбо 1993 года (Майкоп) — ;
- Первенство Европы по самбо среди молодёжи 1993 года (Москва) — ;
- Первенство Европы по самбо среди молодёжи 1994 года (Кстово) — ;
- Международный турнир по дзюдо 1998 года (Лос-Анджелес) — ;
- Чемпионат России по самбо 1999 года — ;